# Pai Amigo
Pai Amigo é o primeiro extended play lançado pelos cantores portugueses José Malhoa e Ana Malhoa, lançado a 26 de abril de 1986.

## Faixas
| N.º | Título                  | Compositor(es)                     | Duração |  |
| 1.  | "Pai Amigo"             | José Malhoa                        | 4:00    |  |
| 2.  | "Dá-Me A Tua Mão"       | José Malhoa                        | 3:18    |  |
| 3.  | "Uma Rosa É Um Espinho" | José Malhoa                        | 3:56    |  |
| 4.  | "Cara de Cigana"        | Juan Sebastian Versão: José Malhoa | 3:30    |  |

## Vendas e certificações
| País / Certificadora | Certificação | Vendas |
| -------------------- | ------------ | ------ |
| Portugal AFP         | Ouro         | 33.000 |